# South Alabama Jaguars

Ladd–Peebles Stadium, antiguo estadio de fútbol americano.

South Alabama Jaguars (español: Jaguares del Sur de Alabama) es el equipo deportivo de la Universidad del Sur de Alabama, situada en Mobile, Alabama. Los equipos de los Jaguars participan en las competiciones universitarias organizadas por la NCAA, y forma parte de la Sun Belt Conference.

## Apodo
En 1965 fue elegido por la Administración de Fideicomisarios de la Universidad el Jaguar como mascota y como apodo de los deportistas de South Alabama. Hasta finales de los 60 vivía un jaguar auténtico en el campus, pero un día decidió darse un paseo por el mismo, por lo que se decidió no tener un animal vivo como mascota de la universidad.

## Programa deportivo
Los Jaguars participan en las siguientes modalidades deportivas:
| - Masculino - Fútbol americano - Béisbol - Baloncesto - Cross - Golf - Atletismo - Tenis | - Femenino - Baloncesto - Cross - Golf - Softball - Fútbol - Tenis - Atletismo - Voleibol |